# بیشوفسگرون
بیشوفسگرون (به آلمانی: Bischofsgrün) یک شهر در آلمان است که در بایروث واقع شده‌است.